# Caisteal Maol
Caisteal Maol (gaèlic : Caisteal, 'Castell', Maol, 'nu') és un castell en ruïnes situat a prop del port del poble de Kyleakin, illa de Skye, Escòcia. També es coneix com Castle Moil, Castle Maol, Dun Akyn, Dunakin Castle Dun Haakon i Castle Dunakin.

## Història

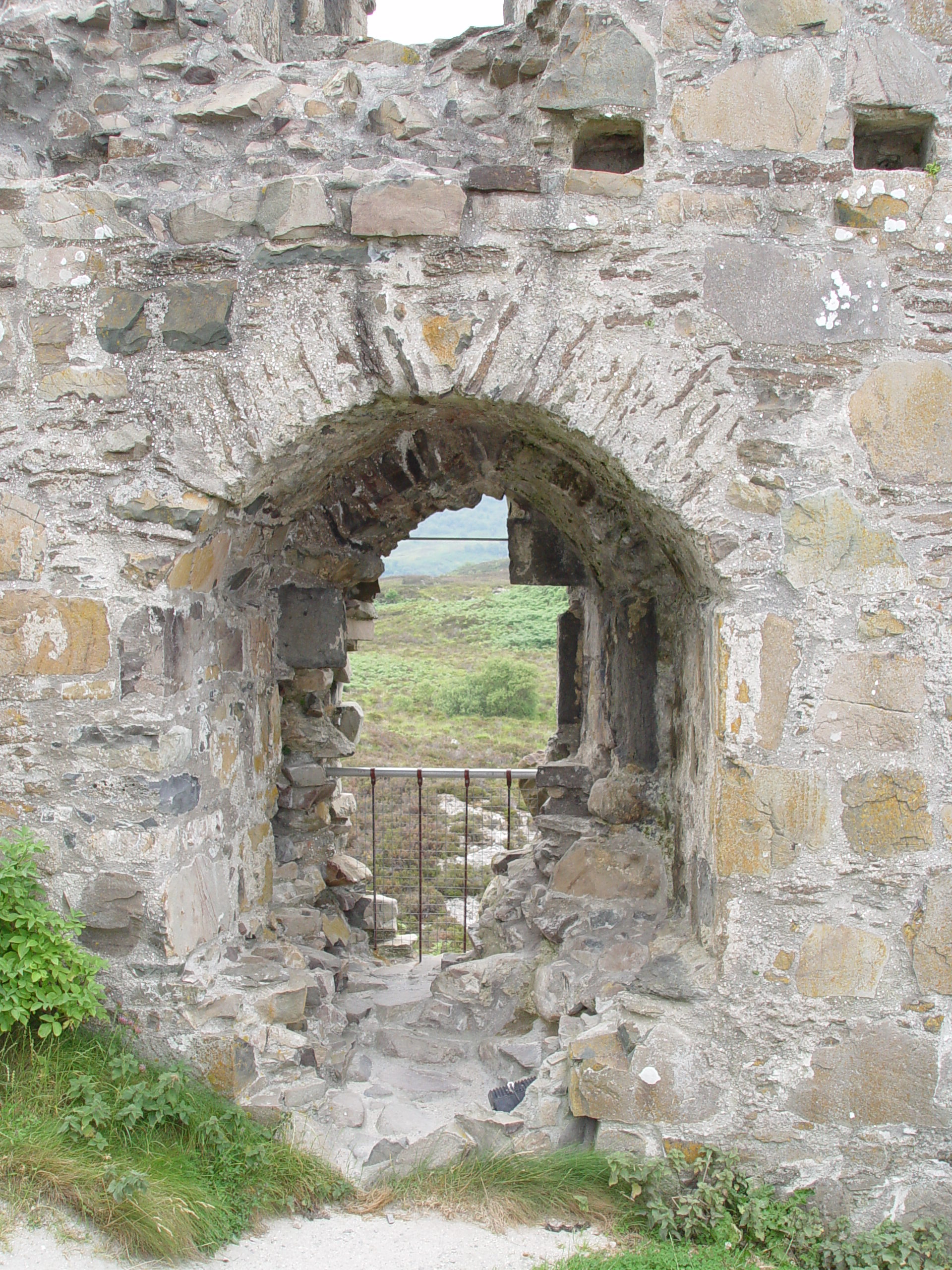
Vista interior de la gran finestra del primer nivell: el gruix dels murs és evident

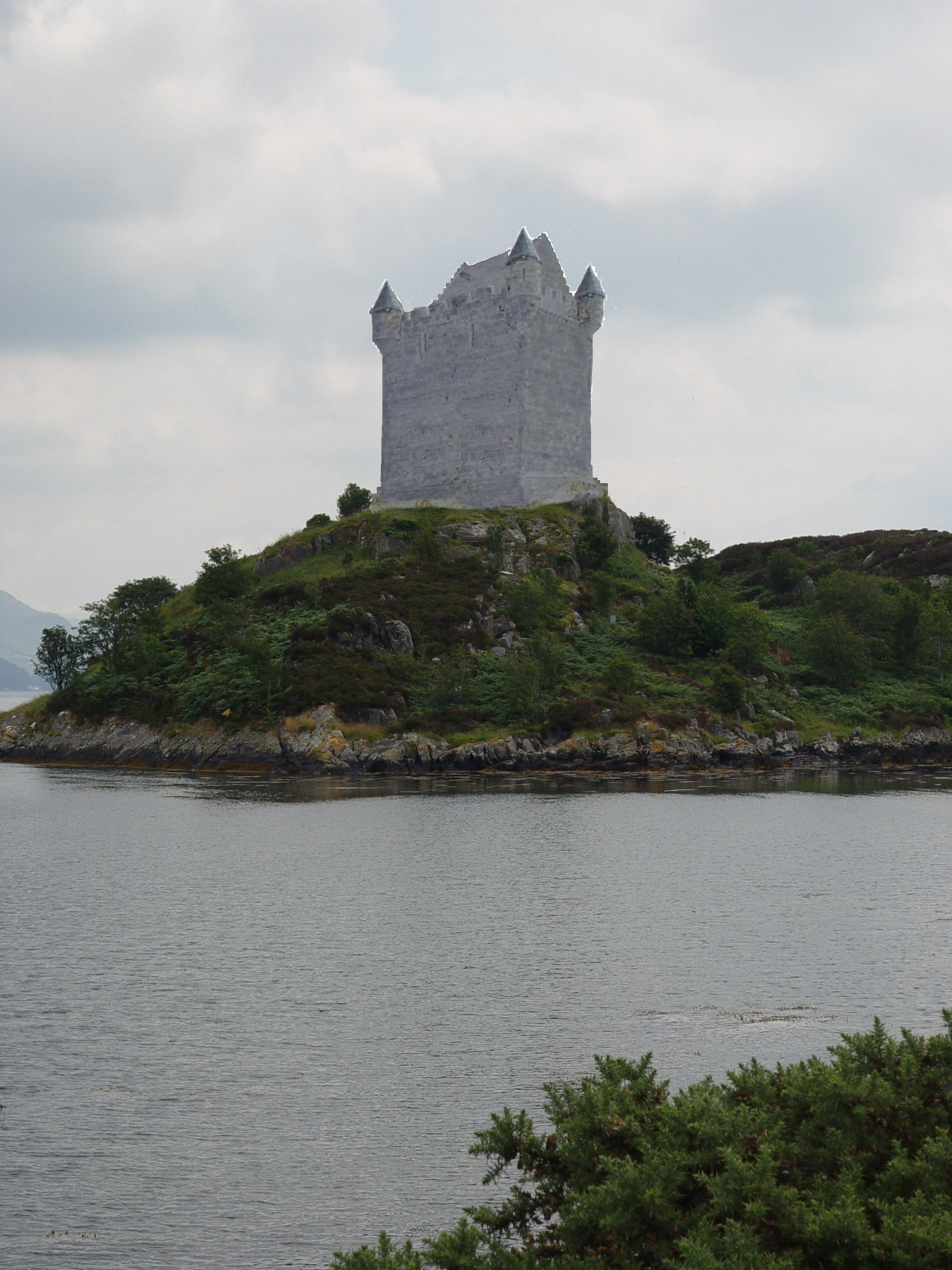
Recreació exterior del segle XVI

El castell, antiga seu del clan Mackinnon, era una fortalesa que dominava l' estret de Kyle Akin entre Skye i el continent, per on havien de passar tots els vaixells o intentar el pas tempestuós de The Minch. L'edifici actual data del segle xv, però tradicionalment té fama de ser d'origen molt anterior.
Segons aquesta tradició, el besnét d' Alpín mac Echdach, Findanus, el quart cap de MacKinnon, va introduir Dunakin al clan cap a l'any 900 en casar-se amb una princesa nòrdica anomenada 'Saucy Mary'. Findanus i la seva núvia van fer passar una pesada cadena pel pas i van cobrar un peatge a tots els vaixells de càrrega que hi passaven. La princesa està enterrada a Beinn na Caillich, a Skye, amb la seva cara girada cap a Noruega.
Sigui quina sigui la veracitat d'aquesta història del castell, hi ha bones raons per suposar l'existència d'alguna connexió amb Noruega. Es creu que el rei Haakon IV va reunir allà la seva flota de vaixells llargs abans de la batalla de Largs el 1263 (d'aquí el nom Kyleakin - Haakon's kyle). La derrota de Haakon a Largs va acabar efectivament amb la dominació nòrdica de les illes escoceses. Els documents medievals i moderns també es refereixen al propi castell com a Dunakin (Dun-Haakon), cosa que suggereix una altra vegada fortament una connexió nòrdica.
L'estructura actual és de finals del segle XV o principis del XVI. Això està recolzat per documents històrics i datació amb carboni. El 1513, es va celebrar aquí una reunió de caps i van acordar donar suport a Donald MacDonald com a Senyor de les Illes. L'últim ocupant del castell va ser Neill MacKinnon, nebot del 26è cap del clan (c. 1601).

## Descripció
El castell ocupa un promontori sobre el poble de Kyleakin enfront del poble de Kyle of Lochalsh a través de l'estret. És una torre simple rectangular de tres pisos. El nivell del soterrani inexplorat està ple de runes i altres runes i es creu que contenia la cuina. El visitant entra avui al nivell principal on hi hauria hagut l'espai de menjador públic. Les escales haurien portat als apartaments privats de dalt.
El castell està gairebé completament arruïnat. El 1949 i el 1989 parts de les ruïnes es van trencar en tempestes. Les ruïnes restants s'han assegurat per evitar el deteriorament. No s'ha fet cap excavació de les ruïnes, ni està previst. El 14 de febrer de 2018, un llamp va destruir part de les ruïnes; s'han estabilitzat posteriorment.